# Eugenios Voulgaris

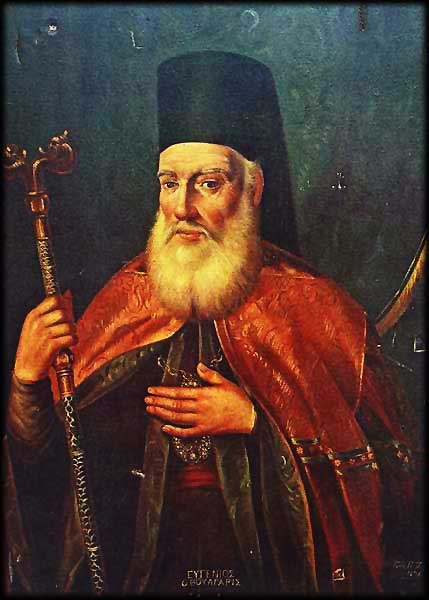
Eugenios Voulgaris, griechischer Theologe, Gelehrter und Erzbischof von Cherson, Ukraine.

Eugenios Voulgaris (* 10. August 1716 auf Korfu als Eleftherios Voulgaris; † 12. Juni 1806 in Sankt Petersburg) war ein griechischer Mönch (1739 Annahme des Namens Eugenios), Theologe, Philosoph und Schriftsteller der frühen Aufklärung.

## Leben
Er war nach Studien in Arta, Ioannina und Padua seit 1742 Lehrer in Ioannina und Kozani, seit 1753 Leiter der Akademie auf dem Berg Athos am Kloster Vatopedi bis zu ihrer Schließung 1759 und danach zeitweise Leiter der Patriarchatsschule in Konstantinopel, welches gegenwärtig den Namen Griechisches Gymnasium Fener trägt. 1763 ging er nach Leipzig, wo er im Griechenhaus wohnte, und über Berlin auf Einladung der Zarin Katharina II. 1771 nach St. Petersburg. Von 1775 bis 1787 war er Bischof, dann bis 1801 Erzbischof von Cherson.
Voulgaris war einer der bedeutendsten griechischen Aufklärer, Gelehrter und Theologe seiner Zeit. Selbst strikt orthodox, setzte er sich der Vermittlung der Ideen der europäischen Aufklärung ein, allem voran im griechisch geprägten Umfeld. Er übersetzte Werke von John Locke, Voltaire und Christian Wolff. Ein Schüler von ihm war Christodoulos Pamplekis.
In der griechischen Sprachfrage plädierte Voulgaris für eine Hochsprache, die sich am Altgriechischen orientierte, und war damit ein Gegner sowohl Adamantios Korais’ wie auch der Vertreter der Dimotiki. Doch hat er selbst Voltaires Memnon in die neugriechische Umgangssprache übertragen.